# Maniis (plaats)
Maniis is een bestuurslaag in het regentschap Majalengka van de provincie West-Java, Indonesië. Maniis telt 4841 inwoners (volkstelling 2010).